# Špičák (Železnorudská hornatina)
Špičák (německy Spitz Berg) je 1202 m vysoká hora na Šumavě, v Královském hvozdu. Nachází se severně od Železné Rudy v okrese Klatovy.
Na jihovýchodním svahu Špičáku se v nadmořské výšce 865 až 1200 m rozprostírá lyžařský areál Ski areál Špičák, který je tvořen celkem 12 sjezdařskými tratěmi různé obtížnosti (nejdelší z nich je dlouhá 1,8 km) o celkové délce 8,4 km. Unikátní je nejprudší česká sjezdovka „Šance“ se  sklonem 45° ve střední části. Na vrchol Špičáku vede čtyřsedačková lanovka a sjezdovky jsou dále obsluhovány 6 talířkovými vleky a 4 dětskými vleky s nízkým vedením lana.
Na východní straně hory probíhá pod Špičáckým sedlem 1747 metrů dlouhý Špičácký tunel na železniční trati Plzeň – Klatovy – Železná Ruda, který byl v letech 1877 až 2007 nejdelším železničním tunelem v českých zemích.
Na podzim 2013 se na vrcholu Špičáku začala budovat rozhledna, která byla pro veřejnost otevřena poprvé 2. července 2014.